# 1250-е годы до н. э.
1250-е (ты́сяча две́сти пятидеся́тые) го́ды до на́шей э́ры по пролептическому юлианскому календарю — промежуток времени с 1 января 1259 года до н. э. по 31 декабря 1250 года до н. э., включающий с 1259 по 1251 годы 5-го десятилетия  и 1250 год 6-го десятилетия XIII века 2-го тысячелетия до н. э. Им предшествовали 1260-е годы до н. э., за ними следовали 1240-е годы до н. э. Они закончились 3275 лет назад.

## События
- 1258 год до н. э. — Рамсес II заключил мирное соглашение с хеттами (другая дата 1263 г. до н. э.)
- 1251 год до н. э., 7 сентября — солнечное затмение. В этот день отмечают рождение легендарного Геракла в Фивах, Греции.
- 1250 год до н. э. — традиционная дата начала Троянской войны.
- 1250 год до н. э. — У Дин император из династии Шан в 1192 г. до н. э.
- с. 1250 до н. э. — построены Львиные ворота в Микенах, Греция.
- 1250 год до н. э. — крупное сражение на реке Толлензе между неизвестными группами людей в Германии.[1]

## Значимые люди
- У Дин, император Династии Шан

## Фантастика
- С. М. Стирлинг. Развивается действие серии Нантакет